# Sielsowiet Maluszyce
Sielsowiet Maluszyce (biał. Малюшыцкі сельсавет, Maluszycki sielsawiet; ros. Малюшичский сельсовет) – sielsowiet na Białorusi, w obwodzie grodzieńskim, w rejonie korelickim, z siedzibą w Maluszycach.

## Demografia
Według spisu z 2009 sielsowiet Maluszyce zamieszkiwało 2094 osób, w tym 2039 Białorusinów (97,37%), 27 Rosjan (1,29%), 11 Polaków (0,53%), 7 Ukraińców (0,33%), 3 Tatarów (0,14%), 3 Ormian (0,14%), 3 osoby innych narodowości i 1 osoba, która nie podała żadnej narodowości.
Do 2019 liczba ludności spadła do 1674 osób. Największymi miejscowościami były wówczas Połuże (492 mieszkańców), Maluszyce (397 mieszkańców) i Baranowicze (223 mieszkańców). Liczba ludności żadnej z pozostałych miejscowości nie przekraczała 76 osób.

## Geografia i transport
Sielsowiet położony jest na Nowogródczyznie, w zachodniej części rejonu korelickiego. Graniczy z Koreliczami. Największymi rzekami są Serwecz i Newda.
Przez sielsowiet przebiega droga republikańska R11.

## Miejscowości
- agromiasteczka:
  - Maluszyce
  - Moszewicze
  - Połuże
- wsie:

| - - Baranowicze - Biała - Dołhinowo - Jaruha - Kaczyce - Ludwikowo - Łukoszyn - Mołodowo - Nowosiółki - Okolica - Rowiny - Rudniki | - - Rutkiewicze Górne - Rutkiewicze Nowe - Sawasze - Serwecz - Skorowo - Sopotnica - Tupały Małe - Tupały Wielkie - Wołca - Zabłocie - Zarzecze |